# Tomeu Martí i Florit
Tomeu Martí i Florit (Palma, 7 de febrer de 1969) és un periodista, activista sociocultural i polític mallorquí. Des de 2014 dirigeix la ràdio Ona Mediterrània (la qual va impulsar juntament amb altres periodistes com Xavier Gispert, Marina Caubet o Sílvia Portell) i, des de 2015, el Diari de Balears. Actualment també és president del Grup Blanquerna, des de 2012; vicepresident de l'Associació Voltor, des de 2005, membre de l'Executiva de Plataforma per la Llengua, des de febrer de 2017, i membre del Patronat de la Fundació Emili Darder i del grup d'anàlisi i opinió, Cultura i País.
Com a periodista, ha treballat en diversos mitjans escrits. Ha estat col·laborador habitual del Diari de Balears, El 9 esportiu, El Mirall, IB3 televisió, IB3 ràdio, Ona Mallorca i dels diaris digitals Tribuna Catalana, Tribuna Mallorca, La Veu de Mallorca, crònica.cat i Ràdio Jove. En l'àmbit dels mitjans de comunicació, ha treballat a les revistes S'Arenal de Mallorca, La Nau, La Veu de Mallorca, Quatre Illes, Ràdio Jove, Diari de Balears i Ona Mediterrània. També va ser corresponsal a Mallorca del diari gironí El Punt i va dirigir la revista local de Son Sardina, Coses Nostres, col·laborant habitualment en diverses revistes de Premsa Forana.

## Biografia
Va ser membre actiu de La Crida a la Solidaritat arribant a ser secretari a Mallorca (1986-1991) i a Barcelona (1991-1993). Posteriorment, l'any 1995 va ser nomenat membre de la junta directiva del Grup Blanquerna, càrrec que s'hi va sumar l'any 1997 al de coordinador del moviment sobiranista Alternativa per Mallorca. Tots dos fins a l'any 2003. L'any 1999, també va ser un dels promotors de l'espai de cultura i copes Es Pinzell, del qual va ser responsable de la programació cultural fins a l'any 2002. Tomeu Martí és un dels cofundadors de la plataforma Joves de Mallorca per la Llengua (1994), i portaveu i coordinador entre 1994 i 1998. Aquí va impulsar mobilitzacions lúdiques i reivindicatives com el Correllengua (que, posteriorment, s'estendria a la resta de terres de parla catalana) o l'Acampallengua.
El 1997 va ser jutjat per insubmissió al servei militar i, tot i que la primera petició fiscal era de 4 anys de presó, va ser condemnat a 8 anys d'inhabilitació i 365.000 pessetes (2.194 euros) de multa, en primera instància. Posteriorment va ser absolt pel tribunal Suprem.
També és conegut per haver estat vicepresident (2006-2010) i coordinador (desembre de 2005-2013) de l'Obra Cultural Balear on va impulsar i coordinar la creació de diversos esdeveniments, com el MallorcaMón Festival (2008) i les campanyes “Ara és l'hora, ara l'Obra”, “Sus Mallorca”, “Cafè per la Llengua”, “La Llengua és la clau” i “Mallorca m'agrada!”. També va impulsar el Consell de la Societat Civil i les manifestacions del 25 de març de 2012, “Sí a la Llengua”, i del 29 de setembre de 2013, “Contra la imposició, Educació”. Anteriorment, va ser també el director de les campanyes de l'OCB des de 1999 fins a l'any 2006.
A banda, també ha estat cofundador del Bloc Nacionalista d'Estudiants (1986); membre de la Plataforma Unitària 31D (1988), que organitzava les activitats reivindicatives de la Diada de Mallorca; impulsor del Casal Independentista de Mallorca (1991); militant de l'Ateneu 31 de Desembre (1994); membre de la Plataforma Antimilitarista de Mallorca i insubmís al servei militar; membre de l'Associació de Joves Escriptors en Llengua Catalana (1995 – 1997); impulsor de la plataforma Som i Serem (2003), la qual va promoure l'emissora de ràdio per internet, SiS Ràdio (2006), i vicepresident de la Federació Llull (2007-2013), realitzant la campanya “300 anys caminant cap al futur”.

## Publicacions

### Poesia
- 1994: Vocabulari del Plor
- 1998: Quaranta-nou dies amb Nausica
- 2001: Retorn a la utopia
- 2007: Paradís Topical

### Poemes musicats
- 1994: Vocabulari del Plor
- 1998: Quaranta-nou dies amb Nausica
- 2001: Retorn a la utopia
- 2007: Paradís Topical

### Assajos
- 1995: La lluita contra el servei militar a Mallorca
- 2007: SUS Mallorca
- 2010: Llibertat i llengua, 100 reflexions sobre el català a les Illes Balears
- 2013: La Revolta dels Enllaçats (Dues edicions)

### Reculls d'articles periodístics
- 2004: Articles Salats
- 2013: Estava escrit
- 2015: Qualcú ho havia de dir

### Participacions
- 2005: Països Catalans en Plural
- 2010: El nacionalisme progressista a les Illes Balears
- 2014: Versos per la llengua

## Premis
- 2013: Premi Josep Maria Llompart 2013” (Premis 31 de desembre de l'OCB), per la seva dedicació a la normalització de la llengua, la cultura i la identitat nacional.[1][2]
- 2014: Premi d'Actuació Cívica de la Fundació Lluís Carulla.[3]